# Миклашевський Олександр Михайлович
Олекса́ндр Миха́йлович Миклаше́вський (1798 або 1799 — 1 грудня 1831, Дагестан) — військовий, підполковник 22-го єгерського полку. Декабрист. Учасник російсько-перської війни 1826–1827 років, російсько-турецької війни 1828 — 1829 років.

## Біографія

### Родина
З українського старшинського роду Миклашевських, син М. Миклашевського (герой Римника, сенатор) та його дружини Настасії з роду Бакуринських, онук таємного радника Я. Бакуринського. Батько був малоросійським губернатором, але в 1799 році, за вживання в донесеннях невластивих в російській мові слів, був звільнений імператором Павлом; в 1801 році знов поставлений на чолі управління Новоросійським краєм. Призначений сенатором, він в 1814 році дуже суворо ревізував Новгородську губернію, викликав невдоволення багатьох і скоро вийшов у відставку.

### Служба
Миклашевський Олександр Михайлович дитинство провів у с. Понурівка (Понуровка, Понорівка) Стародубського повіту Чернігівської губернії (нині село Понуровка Брянської області, Росія). Від 6 січня 1811 року навчався в Пажеському корпусі в Санкт-Петербурзі. 10 травня (28 квітня) 1813 року — камер-паж, 26 березня 1816 року — прапорщик лейб-гвардії Ізмайлівського полку. 4 червня 1817 року підвищений у чині до підпоручика, 27 лютого 1819 року — поручик, 26 січня 1822 року — штабс-капітан, 13 березня 1823 року — капітан. В 1821 року введений до таємного товариства офіцерів лейб-гвардії Ізмайловського полку (ячейки Союзу благоденства (разом із братами Олексієм і Семеном Капністами), цього ж року Миколою Тургенєвим прийнятий до нової нелегальної організації — Північного товариства. По тому на 3 роки відбув служити ад'ютантом генерал-квартирмейстера 1-ї армії генерал-майора М. Гартинга до штабу, розташованого в Могильові (нині місто в Білорусі). 22 жовтня 1824 року переведений до 22-го єгерського полку з перейменуванням у підполковники. Прагнув піти у відставку, аби повернутися додому. Проте відповідне подання командування не схвалило. 30 жовтня 1825 року відправлений у 4-місячну відпустку до Чернігівської губернії. 10 січня 1826 року заарештований разом з Бригеном на хуторі Березівка під містом Стародуб, з Чернігова 17 січня 1826 року доставлений до Петербургу на головну гауптвахту, наступного дня ув'язнений у Петропавловської фортеці. Слідству заявив, що метою конспіративної антиурядової діяльності, в якій намірився брати участь, було сприяння визволенню селян. Після 5-місячного ув'язнення 15 червня 1826 року імператор Микола I наказав протримати додатково ще один місяць за ґратами, потім був направлений до Окремого Кавказького корпусу.

### На Кавказі
Учасник російсько-перської війни 1826–1827 років, російсько-турецької війни 1828–1829, а також брав участь у походах Єрмолова, Паскевича против горців. За хоробрість у штурмі фортеці Карс (Туреччина) став полковником 16 листопада 1828 року. Командир 42-го єгерського полку від 17 березня 1829 року. Убитий у Дагестані на чолі свого полку під час штурму укріплення Агач-Кале. Похований у фортеці Шуша (Карабах).
| «Миклашевський загинув, як жив, — героєм!» | — підсумував російський письменник О.Бестужев-Марлинський.